# Neanuroidea
Neanuroidea is een superfamilie van springstaarten.

## Taxonomie
- Familie Neanuridae - Börner, 1901, sensu Deharveng L, 2004:424
  - Onderfamilie Caputanurininae - Lee, 1983
  - Onderfamilie Frieseinae - Massoud, 1967
  - Onderfamilie Morulininae - Börner, 1906
  - Onderfamilie Neanurinae - Börner C, 1901:33, sensu Cassagnau, 1989
  - Onderfamilie Pseudachorutinae - Börner, 1906
  - Onderfamilie Uchidanurinae - Salmon, 1964
- Familie Brachystomellidae - Stach, 1949
- Familie Odontellidae - Massoud, 1967